# Eva & Adam – fyra födelsedagar och ett fiasko

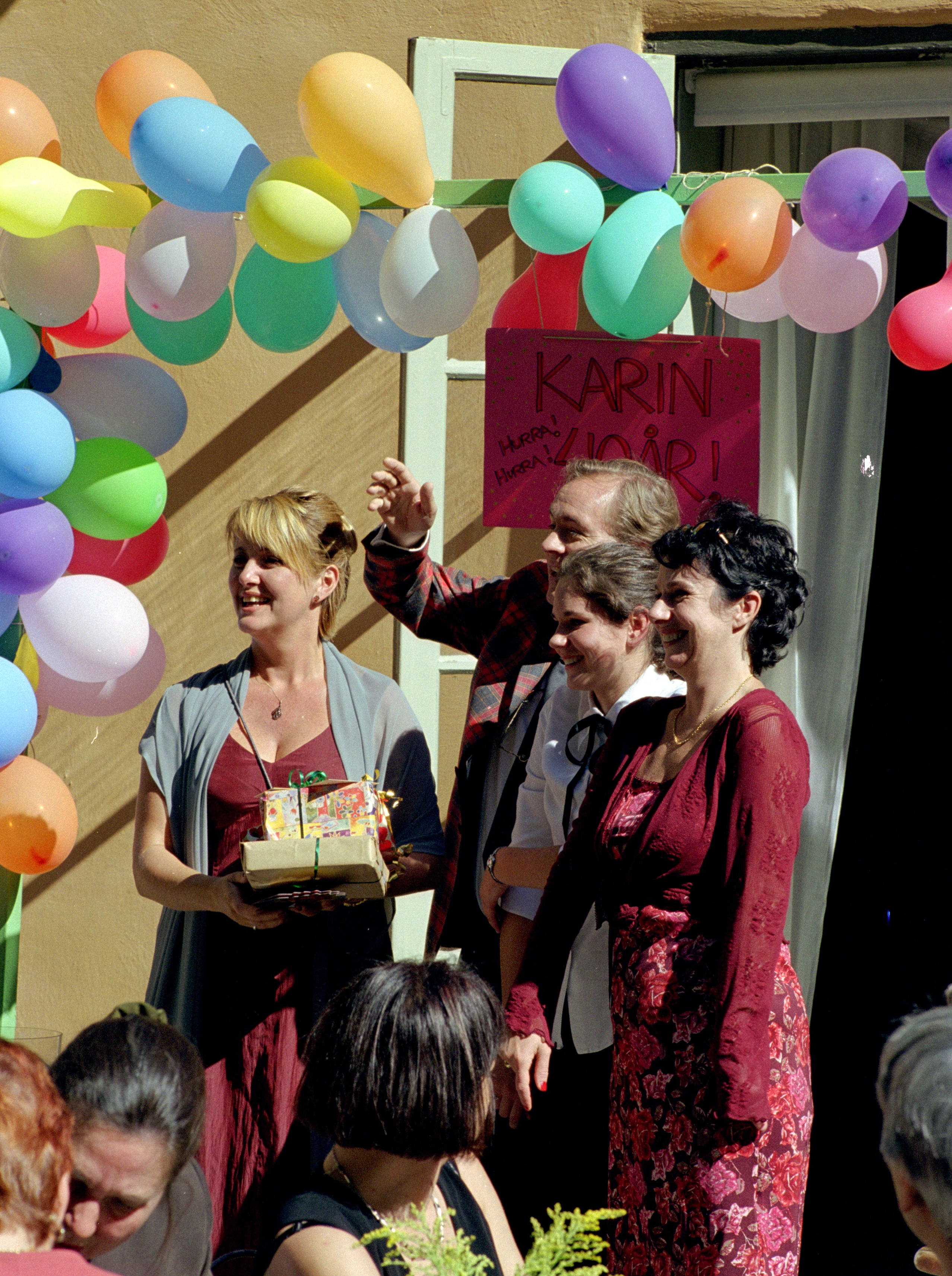
Bild från inspelningen av Eva & Adam – fyra födelsedagar och ett fiasko. Hagaparken 2000-08-26

Eva & Adam – fyra födelsedagar och ett fiasko är en svensk dramafilm från 2001 av Catti Edfeldt med Ellen Fjæstad, Carl-Robert Holmer-Kårell och Ulrika Bergman m.fl.

## Handling
Eva och Adam har varit ihop i nästan tre år, men Eva börjar fundera på om det verkligen är det rätta. Hon gör slut. Karin, mamma till Evas kompis, Annika, har träffat en ny man, Charlie, och Annika får en ny styvsyster, Petra.
När det verkar som om Adam är väldigt förtjust i Petra, blir Eva svartsjuk och bestämmer sig för att de två ska bli ihop igen.

## Om filmen
Eva & Adam – fyra födelsedagar och ett fiasko är regisserad av Catti Edfeldt och filmen bygger på TV-serien Eva & Adam.

## Rollista (i urval)
- Ellen Fjæstad - Eva Strömdahl
- Carl-Robert Holmer-Kårell - Adam Kieslowski
- Ulrika Bergman - Annika, Evas kompis
- Pablo Martinez - Alexander, Adams kompis
- Rosanna Munter - Petra, Charlies dotter och Annikas styvsyster
- Erik Johansson - Torbjörn "Tobbe" Strömdahl, Evas storebror
- Anders Habenicht - David, Annikas pojkvän
- Tove Edfeldt - Sara, Tobbes flickvän
- Anki Larsson - Marianne Strömdahl, Evas mamma
- Douglas Johansson - Åke Strömdahl, Evas pappa
- Maria af Malmborg - Mia Kieslowski, Adams mamma
- Pontus Gustafsson - Wojchiech Kieslowski, Adams pappa
- Alvin Nyström - Max Strömdahl, Evas lillebror
- Carina M. Johansson - Karin, Annikas mamma
- Per Holmberg - Charlie, Annikas styvfar
- Christer Fant - Måns, Annikas pappa
- Stefan Sundström - Musikläraren
- Jim Ramel Kjellgren - Jonte
- Victor Strandberg - Hasse
- Fredrik af Trampe - Klasse
- David Wachtmeister - Douglas
- Staffan Westerberg - Rektor Rask
- Jan Sigurd - Jontes pappa